# جان ريكارد بلوخ
جان ريكارد (بالفرنسية: Jean-Richard Bloch)‏ (و. 1884 – 1947 م) هو صحفي، ومؤرخ، وسياسي، وكاتب، وكاتب مسرحي، وروائي، وناقد أدبي من فرنسا. ولد في باريس. كان عضوًا في الحزب الشيوعي الفرنسي.
توفي في باريس، عن عمر يناهز 63 عاماً.

## مناصب
تولى منصب عضو مجلس الشيوخ في الجمهورية الرابعة.

## الخدمة العسكرية
خدم في الألوية الدولية.

## روابط خارجية
- جان ريكارد بلوخ على موقع الموسوعة البريطانية (الإنجليزية)
- جان ريكارد بلوخ على موقع مونزينجر (الألمانية)